# Gönc
Gönc est une ville hongroise située dans le comitat de Borsod-Abaúj-Zemplén en Hongrie septentrionale. Elle est le siège du district de Gönc ainsi qu'une des villes les plus septentrionales de la Hongrie.

## Personnalités
- Max Klein (1847-1908), sculpteur, est né à Gönc.